# Liste des dirigeants actuels des provinces biélorusses
 (août 2023).
Cette page dresse la liste des dirigeants actuels des 6 provinces et de la municipalité spéciale de Biélorussie.

## Présidents des comités exécutifs
| Voblast (province)            | Nom                  | Depuis (le)      |
| ----------------------------- | -------------------- | ---------------- |
| Brest                         | Anatoli Lis          | 27 décembre 2014 |
| Gomel                         | Vladimir Dvornik     | 29 décembre 2010 |
| Grodno                        | Vladimir Kravtsov    | 14 novembre 2013 |
| Minsk                         | Semen Chapiro        | 14 novembre 2013 |
| Moguilev                      | Vladimir Domanievski | 27 décembre 2014 |
| Vitebsk                       | Nikolaï Cherstniev   | 27 décembre 2014 |
| Minsk (municipalité spéciale) | Andreï Chorets       | 6 novembre 2014  |